# Travarica
Travarica ist ein Kräuterbranntwein aus Kroatien. Grundlage ist Trauben-Trester, daher wird er auf der Karte kroatischer Restaurants gelegentlich mit „Kräuter-Grappa“ ins Deutsche übersetzt. Aufgrund der Trester-Grundlage ist der Travarica eine Unterart des Rakija. Die Aromatisierung erfolgt grundsätzlich durch Mazeration, vereinzelt erfolgt aber auch eine ergänzende nachträgliche Aromazugabe.
Als Kräuterbranntwein wird Travarica auch manchmal als kroatischer Gin bezeichnet. Vom Gin unterscheidet ihn aber nicht nur sein Charakter als Obstbrand, sondern auch die Wahl der Kräuter. Statt wie Wacholder beim Gin, ist beim Travarica fast immer Strohblume enthalten, welche im Mittelmeerraum einen Ruf als Heilpflanze genießt. Hinzu kommen je nach Familienrezept eine große Zahl an anderen Kräutern oder Gewürzen, zum Beispiel Salbei, Rosmarin, Fenchel, Walnussblätter oder Steinweichsel.